# Seznam predsednikov vlade Republike Južne Afrike
Seznam predsednikov vlade Republike Južne Afrike.
| Predsednik vlade            | Od                 | Do                 | Stranka              |
| --------------------------- | ------------------ | ------------------ | -------------------- |
| Louis Botha                 | 31. maj 1910       | 27. avgust 1919    | Južnoafriška stranka |
| Jan Smuts                   | 3. september 1919  | 30. junij 1924     | Južnoafriška stranka |
| James Barry Munnik Hertzog  | 30. junij 1924     | 5. september 1939  | Nacionalna           |
| Jan Smuts                   | 5. september 1939  | 4. junij 1948      | Združena             |
| Daniel François Malan       | 4. junij 1948      | 30. november 1954  | Nacionalna           |
| Johannes Gerhardus Strijdom | 30. november 1954  | 24. avgust 1958    | Nacionalna           |
| Hendrik Frensch Verwoerd    | 2. september 1958  | 6. september 1966  | Nacionalna           |
| Balthazar Johannes Vorster  | 13. september 1966 | 29. september 1978 | Nacionalna           |
| Pieter Willem Botha         | 29. september 1978 | 14. september 1984 | Nacionalna           |